# Machinefabriek en Scheepswerf van P. Smit Jr.

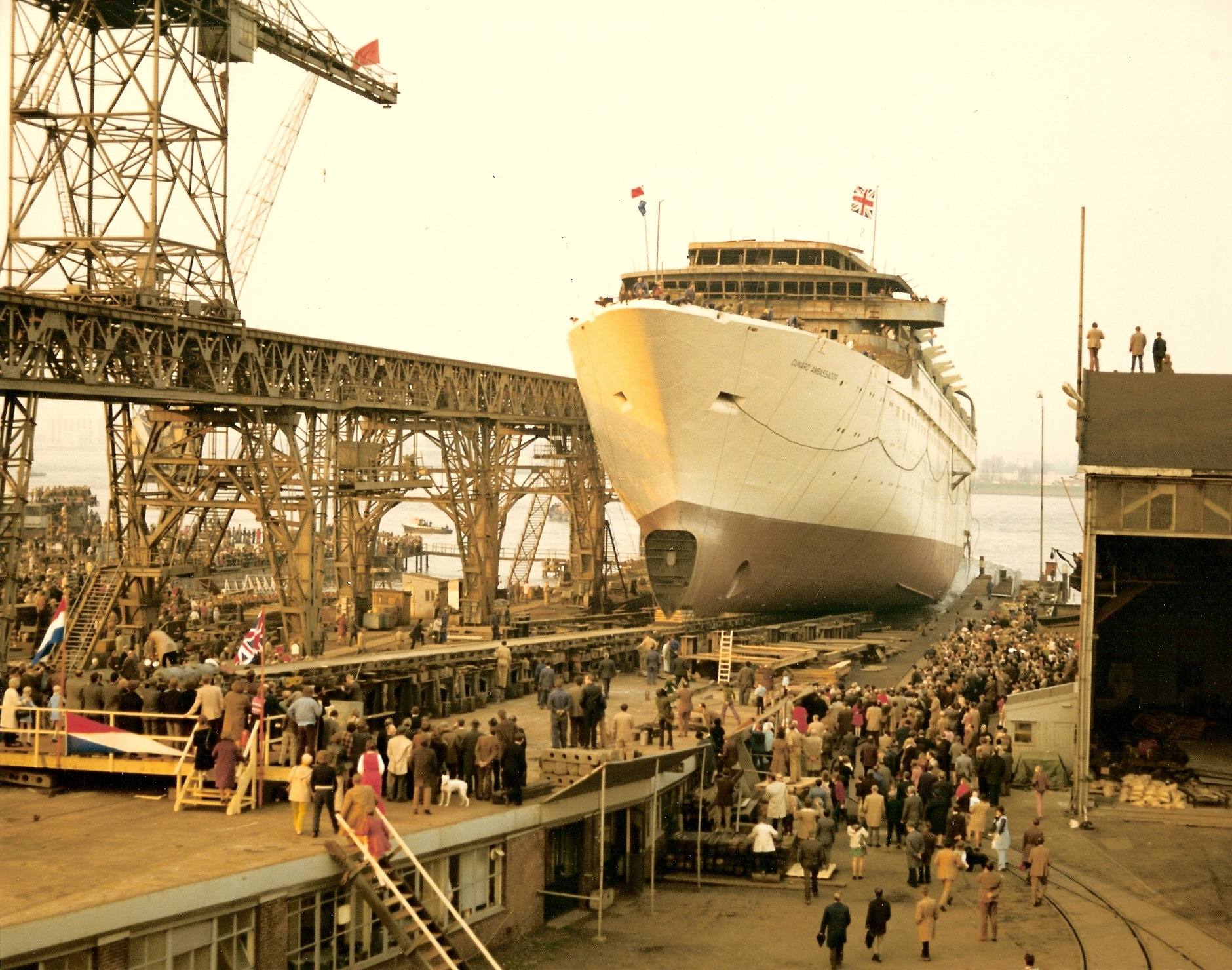
Stapellauf der Cunard Ambassador bei P. Smit Jr.

Das niederländische Schiffbauunternehmen Machinefabriek en Scheepswerf van P. Smit Jr., kurz P. Smit Jr. bestand von 1872 bis 1987. Zeitweise wurden über 2600 Mitarbeiter beschäftigt.

## Geschichte

### Gründungsjahre
Das Unternehmen geht auf Piet Smit junior (* 31. Juli 1848; † 22. Juli 1913) zurück. Piet Smit junior verlor früh seine Eltern und wuchs bei seinem Onkel Piet Smit auf. Zusammen mit seinem Vetter Arie Smit lernte er den Beruf des Schiffbauers. 1868 zog Piet in die Vereinigten Staaten, um dort Berufserfahrung zu sammeln.
Am 31. August 1871 erwarb er die seit 1856 von seinem Onkel Joost Pot (1811–1888) in Slikkerveer betriebene Schiffswerft und gründete dort am 2. Januar 1872 die Machinefabriek en Scheepswerf van P. Smit Jr. Sie zählte zu den ersten niederländischen Werften, die Eisenschiffe baute. 1873 entstand ein eiserner Lotsenschoner, ab 1881 baute die Werft eiserne Seeschiffe mit Dampfantrieb. 1875 zog Smit nach Rotterdam, in dessen Stadtteil Varkenoord er in den 1880er Jahren zunächst ein Grundstück erwarb. 1890 wandelte Smit seine Werft in die Kapitalgesellschaft NV Scheepsbouw en Machinefabriek „De Industrie“ um.

### Umzug nach Varkenoord
Smit erhielt 1891 die Erlaubnis, im Polder Varkenoord einen eigenen Betriebshafen auszuheben, mit dessen Erdaushub das Hafengelände erhöht wurde. Hier wurde die neue Werft mit einer Maschinenfabrik gebaut. Im Jahr 1893 zog der Schiffbaubetrieb zum Polder Varkenoord. Das Unternehmen begann zunächst mit 120 Mitarbeitern unter dem Namen Scheepstimmerbedrijf „De Industrie“, 1899 waren dort schon 400 Menschen beschäftigt. Später firmierte die eigentliche Werft als Scheepswerf en Machinefabriek „De Industrie“, dort entstanden in der Folgezeit überwiegend Passagier- und Frachtschiffe sowie Schlepper. Eine Krise führte 1904 zu einer Teilstilllegung und ließ die Mitarbeiterzahl vorübergehend auf 80 sinken. Piet Smit gründete am 4. April 1906 ein neues Unternehmen, die NV Machinefabriek en Scheepswerf van P. Smit Jr., in der „De Industrie“ aufging. Schon 1910 florierte der Werftbetrieb jedoch so gut, dass neues Land für eine Vergrößerung des Betriebes mit einer Querhelling um eine weitere Helling für bis zu 130 Meter lange Schiffe angekauft werden musste. Im Jahr darauf veräußerte Smit seine Anteile am Unternehmen an den Rotterdamer Geschäftsmann Daniël George van Beuningen. Am 22. Juli 1913 verstarb Smit 65-jährig.

### Erweiterungen und Krisen
Anfang 1914 waren 420 Werftarbeiter beschäftigt und die nächsten Erweiterungen um eine neue Zimmererhalle, ein Holzlager und Werkskantinen standen auf dem Plan. Ab 1918 wurde eine neue Erweiterung durchgeführt, zu der man den Deich um 80 Meter verlegte. Das Kreekweg genannte Gebiet wurde durch die Betriebe Piet Smit, Burgerhout und Van der Lugt belegt. Allgemein brachten die ersten beiden Jahre nach dem Ende des Ersten Weltkrieges eine Hochzeit für die Werftbetriebe, da Kriegsverluste ausgeglichen werden mussten.
In den 1920er Jahren hatte die Werft verschlechterte wirtschaftliche Zeiten zu überstehen. Eine Lohnsenkung führte 1921 zur Arbeitsniederlegung von rund 1250 Mitarbeitern. Alle Streikenden wurden zunächst entlassen, nach ihrem Einlenken aber wieder eingestellt. Ab 1923 wurden auch Kanonen bei Piet Smit produziert und ab 1925 verbesserte sich die Situation der Werft. Die Krisenjahre von 1930 bis 1940 brachten eine Verringerung des Personalbestands von anfangs 868 auf zuletzt 541 Mitarbeiter. 1938 erwarb die Rotterdamsche Droogdok Maatschappij (RDM) gemeinsam mit der Nachbarwerft Wilton-Fijenoord den Mitbewerber P. Smit Jr. von D.G. van Beuningen. Die Werft wurde aber als selbständiges Unternehmen weitergeführt.

### Im Zweiten Weltkrieg
Während der Besetzung durch Deutschland war die Werft zur Zusammenarbeit gezwungen. Im Juli 1940 plante die Kriegsmarine den Umbau von mehreren Tausend Binnenschiffen, um die Unternehmen Seelöwe durchzuführen. 130 Schiffe wurden bei Piet Smit umgebaut. Weiterhin wurden zwei Mehrzweckschiffe, die schon vor der deutschen Besetzung im Bau waren, für die Kriegsmarine als Kanonenboote fertiggestellt. Auch danach war die Werft bis zum Dolle Dinsdag am 6. September 1944 voll ausgelastet. In der Folge brachte man einen Großteil der Maschinen und Materialien nach Deutschland und zerstörte zurückgelassene Anlagen.

### Nachkriegszeit
Nach Kriegsende begannen zunächst Aufräum- und Aufbauarbeiten, bevor man sich ab 1946 wieder mit dem Schiffbau beschäftigte. Ein im März 1948 geschlossener Auftrag über den Bau von vier Tankern für Argentinien leitete eine lange Periode des Großschiffbaus ein. Die Flutkatastrophe von 1953 richtete auch bei der Werft Schäden an, der Schiffbau wurde aber stetig fortgeführt. Die 1950er und 1960er Jahre brachten eine Phase der Hochkonjunktur, in dessen Folge die Belegschaft auf weit über 2000 Mitarbeiter stieg.
Am 4. März 1966 fusionierte die RDM mit der Werft Koninklijke Maatschappij De Schelde (KMS) und der Motorenfabriek Thomassen zur Rijn-Schelde Machinefabrieken en Scheepswerven (RSMS) und im Jahr 1968 übernahm die RDM die volle Kontrolle über Smit. Auf Druck der Regierung schloss sich die in finanzielle Schieflage geratene Verolme Verenigde Scheepswerven (VVSW) aus Rotterdam zum 1. Januar 1971 der Gruppe an, die daraufhin als Rijn-Schelde-Verolme Machinefabrieken en Scheepswerven (RSV) firmierte.
Das 100-jährige Jubiläum im August 1971 wurde nicht gefeiert, da der RSV-Konzern inmitten einer Krise steckte. Ein Bauauftrag der algerischen Regierung über ein Schwimmdock wurde 1976 zum letzten Neubau der Werft von Piet Smit. Im Jahr darauf kämpften die Mitarbeiter der Werft mit einer Piet Smit moet blijven-Aktion um ihre Arbeitsplätze. 1978 kamen keine weiteren Beihilfen der niederländischen Regierung. Der Schiffbau wurde endgültig eingestellt und 325 Beschäftigte verloren ihre Arbeitsplätze.
Am 6. April 1983 ging die RSV und mit ihr die RDM in Konkurs, das Konkursverfahren der Machinefabriek en Scheepswerf van P. Smit Jr. folgte aber erst im September 1987. Nach einer Versteigerung des Werftinventars im Februar 1988 in De Kuip endete die Geschichte der Werft.
Das Werftgelände wurde schließlich in den 1990er Jahren mit dem neuen Wohn- und Geschäftsviertel Veranda bebaut. Die am Fluss entlangführende Straße Piet Smitkade erinnert an die ehemalige Werft und ihren Gründer.